# Settimana Coppi e Bartali
A Settimana Coppi e Bartali (oficialmente: Settimana Internazionale dei Coppi e Bartali) é uma corrida de ciclismo profissional por etapas italiana que se disputa no mês de março.
Disputa-se desde 1984 ao princípio com o nome de Settimana Ciclistica Internazionale (1984-1987) e depois com o de Memorial Cecchi Gori (1999-2000). Tradicionalmente disputou-se na última semana de março e desde o ano 2000 conta com 5 dias de competição. Também, em 2002 introduziu-se um duplo sector com uma contrarrelógio por equipas na etapa 1ªb. Desde a criação dos Circuitos Continentais UCI em 2005 faz parte do UCI Europe Tour, dentro da categoria 2.1.
Está organizada pelo Gruppo Sportivo Emilia.

## Palmarés
| Ano                                            | Vencedor             | Segundo              | Terceiro             |
| ---------------------------------------------- | -------------------- | -------------------- | -------------------- |
| Settimana Ciclistica Internazionale            |                      |                      |                      |
| 1984                                           | Moreno Argentin      | Stefan Mutter        | Johan van der Velde  |
| 1985                                           | Laurent Fignon       | Bruno Wojtinek       | Giuseppe Saronni     |
| 1986                                           | Giuseppe Saronni     | Moreno Argentin      | Federico Ghiotto     |
| 1987                                           | Maurizio Rossi       | Daniele Caroli       | Rolf Sørensen        |
| 1988                                           | Adriano Baffi        | Giuseppe Saronni     | Camillo Passera      |
| 1989                                           | Bruno Leali          | Pierino Gavazzi      | Steven Rooks         |
| 1990                                           | Rolf Sørensen        | Steven Rooks         | Claudio Chiappucci   |
| 1991                                           | Phil Anderson        | Giuseppe Petito      | Maximilian Sciandri  |
| 1992                                           | Moreno Argentin      | Alex Zülle           | Phil Anderson        |
| 1993                                           | Michele Bartoli      | Luboš Lom            | Paolo Fornaciari     |
| 1994                                           | Rodolfo Massi        | Michele Coppolillo   | Evgeni Berzin        |
| 1995 edição não disputada                      |                      |                      |                      |
| 1996                                           | Gabriele Colombo     | Adriano Baffi        | Maurizio Fondriest   |
| 1997                                           | Roberto Petito       | Claudio Chiappucci   | Alessandro Bertolini |
| 1998 edição não disputada Memorial Cecchi Gori |                      |                      |                      |
| 1999                                           | Romāns Vainšteins    | Gianmario Ortenzi    | Paolo Bettini        |
| 2000                                           | Paolo Bettini        | Wladimir Belli       | Marco Velo           |
| Settimana Internazionale di Coppi e Bartali    |                      |                      |                      |
| 2001                                           | Ruslan Ivanov        | Dario Frigo          | Fredy González       |
| 2002                                           | Francesco Casagrande | Peter Luttenberger   | Cadel Evans          |
| 2003                                           | Mirko Celestino      | Francesco Casagrande | Franco Pellizotti    |
| 2004                                           | Giuliano Figueras    | Mirko Celestino      | Michele Scarponi     |
| 2005                                           | Franco Pellizotti    | Mauro Facci          | Damiano Cunego       |
| 2006                                           | Damiano Cunego       | Vincenzo Nibali      | Mario Aerts          |
| 2007                                           | Michele Scarponi     | Riccardo Riccò       | Luca Pierfelici      |
| 2008                                           | Cadel Evans          | Stefano Garzelli     | Vincenzo Nibali      |
| 2009                                           | Damiano Cunego       | Cadel Evans          | Massimo Giunti       |
| 2010                                           | Ivan Santaromita     | Przemysław Niemiec   | José Serpa           |
| 2011                                           | Emanuele Sella       | Diego Ulissi         | Stefano Pirazzi      |
| 2012                                           | Jan Bárta            | Bartosz Huzarski     | Diego Ulissi         |
| 2013                                           | Diego Ulissi         | Damiano Cunego       | Miguel Ángel Rubiano |
| 2014                                           | Peter Kennaugh       | Dario Cataldo        | Matteo Rabottini     |
| 2015                                           | Louis Meintjes       | Ben Swift            | Matija Kvasina       |
| 2016                                           | Serguei Firsanov     | Mauro Finetto        | Gianni Moscon        |
| 2017                                           | Lilian Calmejane     | Toms Skujiņš         | Egan Bernal          |
| 2018                                           | Diego Rosa           | Bauke Mollema        | Richard Carapaz      |
| 2019                                           | Lucas Hamilton       | Damien Howson        | Nick Schultz         |
| 2020                                           | Jhonatan Narváez     | Andrea Bagioli       | João Almeida         |
| 2021                                           | Jonas Vingegaard     | Mikkel Honoré        | Nick Schultz         |
| 2022                                           | Edward Dunbar        | Ben Tulett           | Marc Hirschi         |
| 2023                                           | Mauro Schmid         | James Shaw           | Ben Healy            |
| 2024                                           | Koen Bouwman         | Archie Ryan          | Diego Ulissi         |
| 2025                                           |                      |                      |                      |

## Palmarés por países
| País          | Vitórias |
| ------------- | -------- |
| Itália        | 22       |
| Austrália     | 3        |
| França        | 2        |
| Dinamarca     | 1        |
| Letônia       | 1        |
| Moldávia      | 1        |
| Chéquia       | 1        |
| Reino Unido   | 1        |
| África do Sul | 1        |
| Rússia        | 1        |